# Motor Away
Motor Away è un brano musicale dei Guided by Voices pubblicato nel 1995 all'interno dell'album Alien Lanes; successivamente venne registrato nuovamente e pubblicato come singolo a 45 giri negli Stati Uniti d'America dalla Matador Records. La prima stampa del singolo conteneva nel lato B non "Color Of my Blade", come indicato sulla copertina, ma una versione di "The Opposing Engineer Sleeps Alone", la quale avrebbe dovuto comparire in un singolo split del gruppo con i New Radiant Storm King e che venne poi effettivamente pubblicato lo stesso anno. Il disco venne quindi ristampato correggendo l'errore.

## Tracce singolo
Lato A
1. Motor Away – 2:19 (Robert Pollard)

Lato B
1. Color Of My Blade – 2:24 (Tobin Sprout)

## Cover
Una prima cover venne realizzata dai Clouds nel 2008 e pubblicata nell'album We Are Above You; Alex Bleeker ed Evan Brody ne registrarono nel 2010 una cover per l'album tributo Guided by Voices; una terza dai Ryan Allen & His Extra Arms per l'album Disarm the Settlers Volume I del 2012; una quarta da Keith Klingensmith and The TM Collective per l'album KK / TM - Volume Two del 2013.